# Sejm grodzieński (1793)

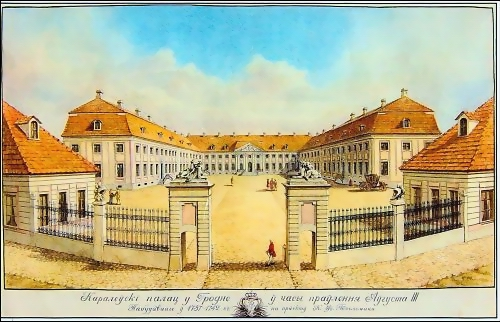
Nowy Zamek w Grodnie, miejsce obrad sejmu w 1793

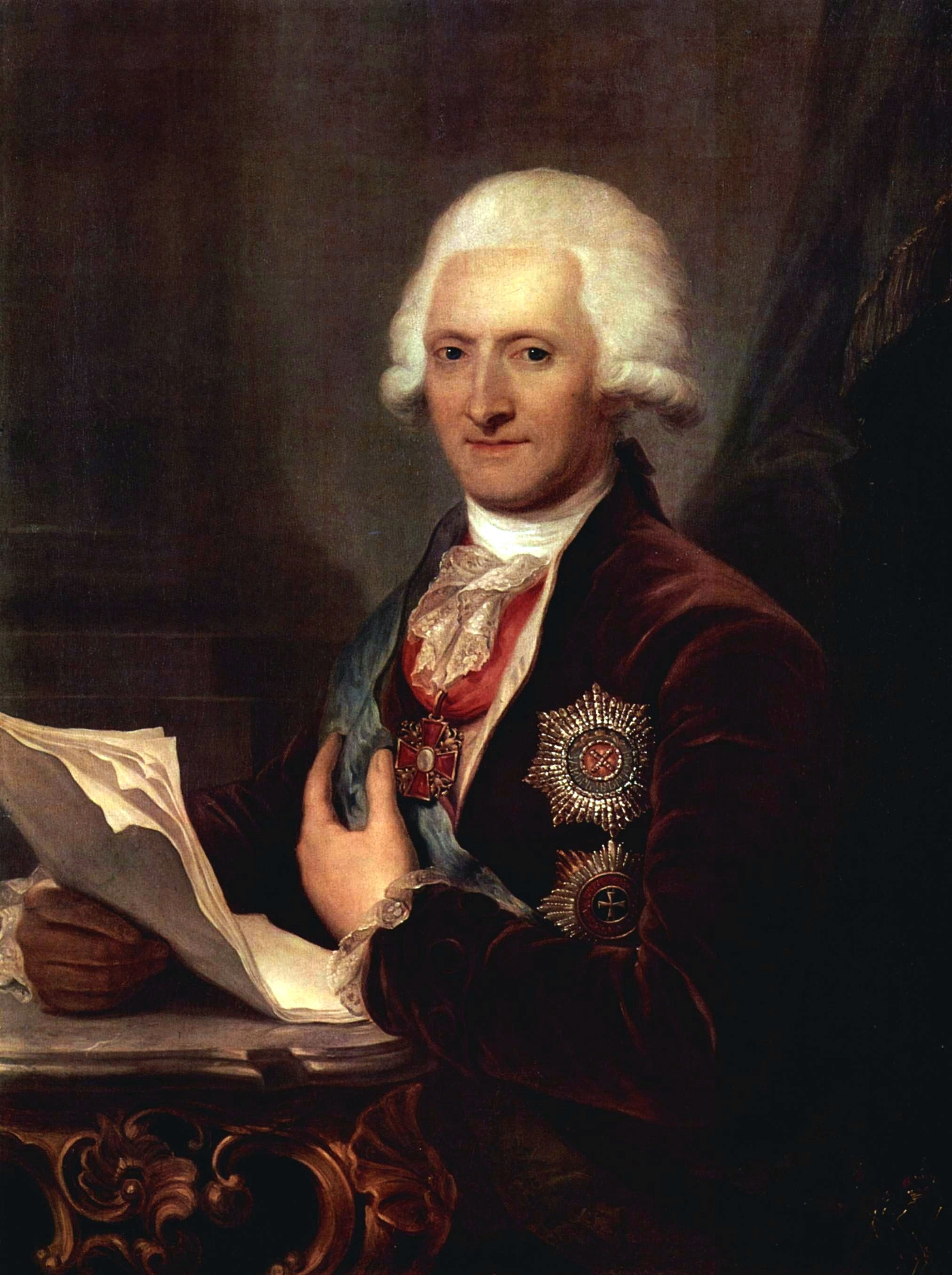
Poseł rosyjski Jakob Sievers

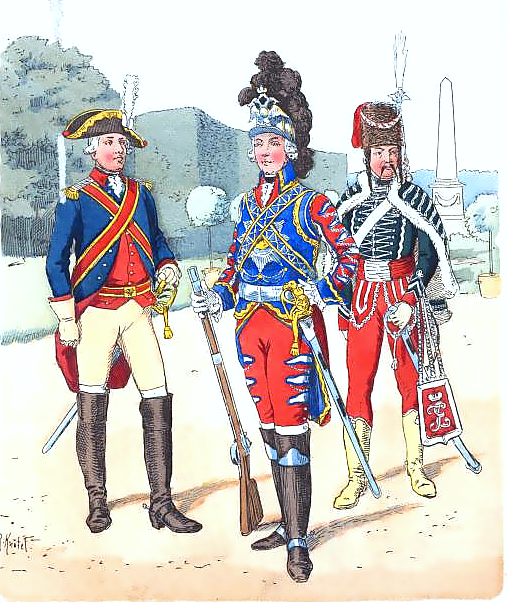
Rosyjscy żołnierze z lat 90. XVIII wieku

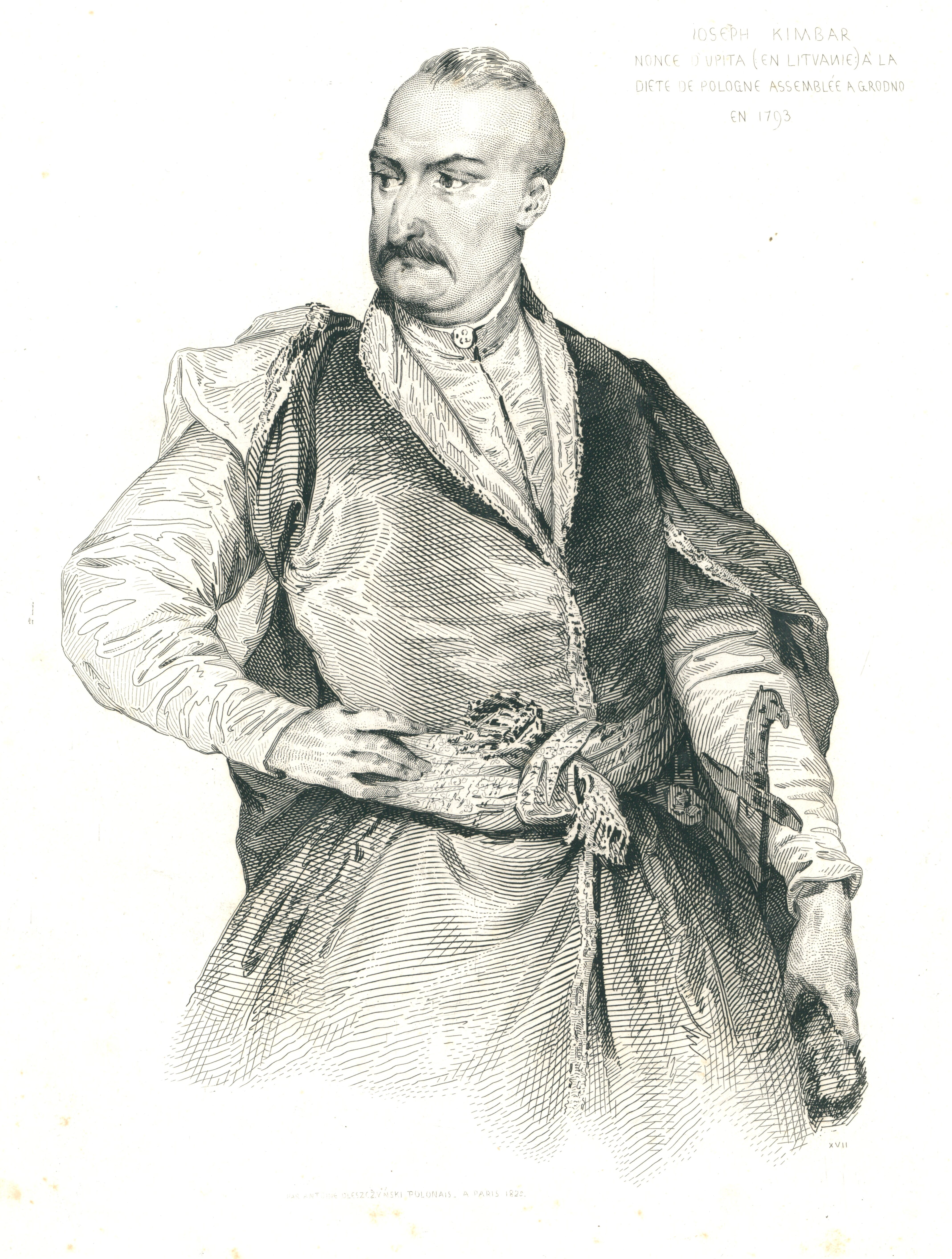
Józef Kimbar, jeden z przywódców opozycji patriotycznej na sejmie grodzieńskim 1793 roku

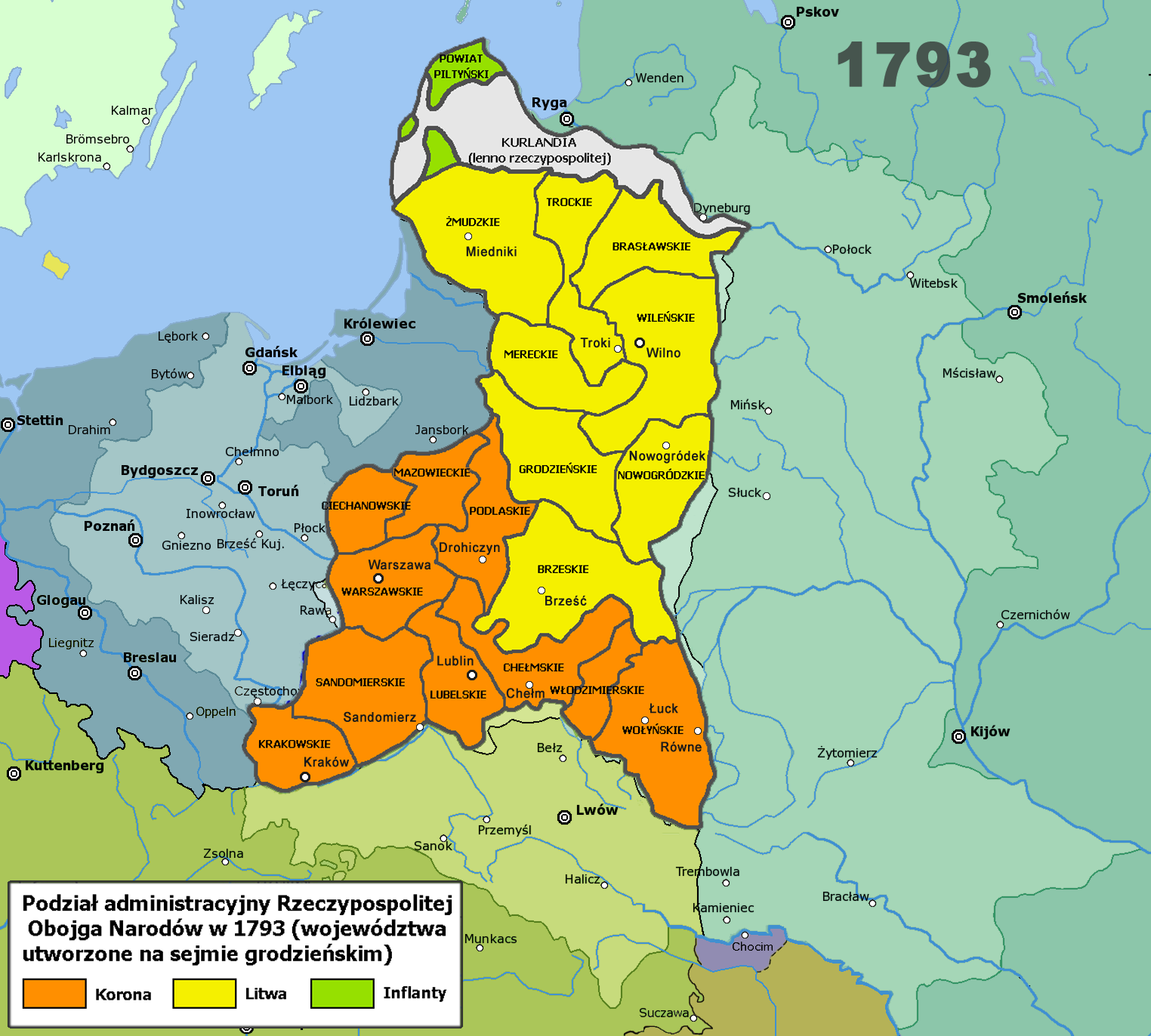
Województwa utworzone na sejmie grodzieńskim

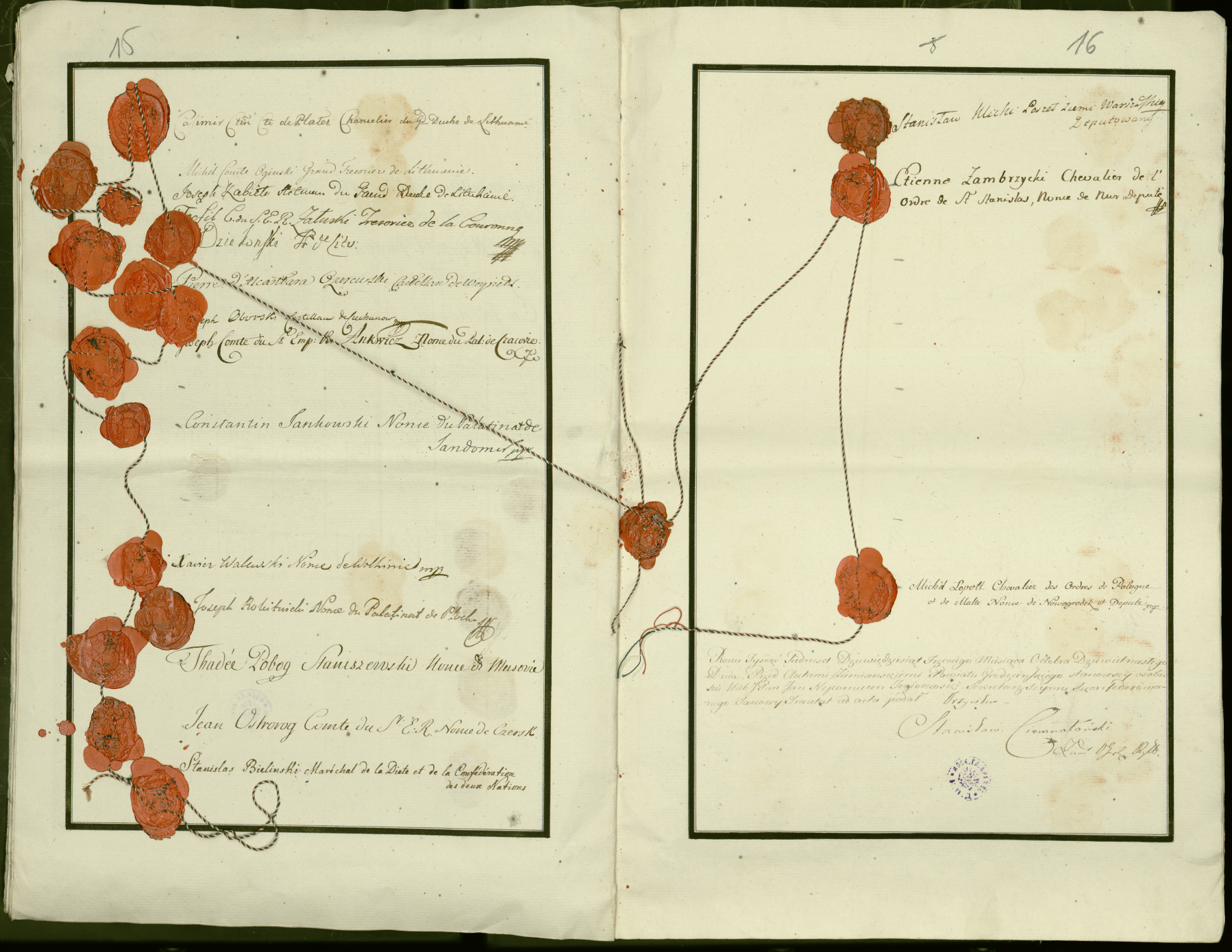
Traktat Rzeczypospolitej z Królestwem Prus z 25 września 1793, sankcjonujący II rozbiór Polski

Sejm grodzieński – sejm skonfederowany zwołany w Grodnie przez Imperium Rosyjskie w 1793. Obradował od 17 czerwca do 23 listopada 1793 pod laską marszałka Stanisława Kostki Bielińskiego. Był to ostatni i jeden z najbardziej burzliwych sejmów I Rzeczypospolitej. Od pierwszej jego sesji dochodziło do gwałtownych sporów, rękoczynów oraz interwencji wojsk rosyjskich. Odbywał się po przegranej w 1792 roku wojnie z Rosją, po zawiązaniu konfederacji targowickiej, po wkroczeniu w ziemie Rzeczypospolitej wojsk Królestwa Prus w styczniu 1793 roku, przeprowadzonym za zgodą Rosji i po zawarciu tajnej rosyjsko-pruskiej konwencji podziałowej w Petersburgu 23 stycznia 1793 roku.

## Geneza
25 marca 1793 roku w Berlinie król pruski Fryderyk Wilhelm II wydał patent, ogłaszający nowy rozbiór i żądając zwołania nowego sejmu.
9 kwietnia 1793 roku poseł rosyjski Jakob Sievers i pruski Ludwig Heinrich Buchholtz przedłożyli w Grodnie Generalności konfederacji targowickiej manifest dworów sprzymierzonych, żądając zwołania sejmu w celu przeprowadzenia rozbiorów. Wskrzeszona przez targowiczan Rada Nieustająca, obsadzona zausznikami Sieversa wydała uniwersały zwołujące sejm, które Stanisław August Poniatowski miał podpisać 3 maja 1793 roku.

## Sejmiki
Na sejmikach 27 maja poseł rosyjski przeprowadził wybory posłów za pomocą swych agentów elekcyjnych, osłaniając miejsca wyborów oddziałami wojsk rosyjskich. Władze konfederacji targowickiej wydawały dekrety zabraniające udziału w wyborach ludziom, którzy nie wyparli się uchwał Sejmu Czteroletniego, uczestniczyli w uchwalaniu Konstytucji 3 maja, przyjęli prawo miejskie, nie przyłączyli się do targowiczan lub przystając do nich sprzeciwiali się później ich decyzjom. Podejrzani opozycjoniści byli usuwani z sejmików przez wojsko rosyjskie i internowani we własnych domach.
Tłumy biednej szlachty, przekupione po 10, 20 lub 30 złotych polskich na głowę wybierały bez dyskusji posłów, desygnowanych przez rosyjskich agentów, uchwalając zaaprobowane przez Sieversa instrukcje poselskie. Po dokonaniu elekcji odbywano uczty przy suto zastawianych stołach, przy wystrzałach z armat pito zdrowie króla i Katarzyny II.
W sejmie nie uczestniczyli już posłowie z ziem zabranych przez Rosję i Prusy. Znaczny procent wybranych stanowili marszałkowie terytorialni konfederacji targowickiej.
Sievers w liście do cesarzowej 1 czerwca 1793 roku, przesyłał gratulacje z powodu pełnego sukcesu na sejmikach i utrzymywał, że żaden jeszcze sejm nie kosztował tak mało jak ten i nikt jeszcze nie uczynił więcej w dwa tygodnie od niego.

## Obrady

### Udział senatorów
Wyjątkowo mało liczny był udział członków Senatu. Na sejmie obecni byli tylko biskupi: Józef Kazimierz Kossakowski, Ignacy Jakub Massalski, Wojciech Józef Skarszewski, wojewoda Michał Hieronim Radziwiłł, kasztelanowie Kazimierz Konstanty Plater, Józef Oborski, Piotr Ożarowski, Antoni Suchodolski, Mikołaj Ledóchowski i Antoni Lasocki. Absencję większości senatorów łączy się z ich niechęcią do uczestnictwa w dziele rozbioru.

### Podpisanie traktatu cesyjnego z Rosją
2 lipca 1793 roku generał rosyjski Johann von Rautenfeld, działając z rozkazu posła rosyjskiego Jakoba Sieversa, aresztował przebywających w Grodnie posłów: Józefa Służewskiego, Dionizego Mikorskiego, Józefa Młodzianowskiego, Antoniego Karskiego, Tadeusza Szymona Skarżyńskiego, Kazimierza Wyganowskiego i Franciszka Kunickiego.
Sievers wywierał nieustanną presję na sejmujących, dążąc do jak najszybszego podpisania traktatów cesyjnych terytorium Rzeczypospolitej. Poseł rosyjski zajął dochody króla Polski, obłożył sekwestrem dobra marszałka wielkiego litewskiego Ludwika Tyszkiewicza, który z urzędu dbał o porządek obrad sejmowych.
Pod naciskiem Sieversa król Stanisław August Poniatowski 12 lipca 1793 mianował 31 członków delegacji, wyznaczonej do pertraktacji z posłem rosyjskim. Rokowania z deputacją miały charakter dyktatu rosyjskiego. 15 lipca, pobierający 100 i 300 dukatów miesięcznie z kasy posła rosyjskiego poseł Ignacy Łobarzewski wysunął wniosek podporządkowania się woli rosyjskiego dyplomaty. Wniosek przeszedł stosunkiem 74:20. 16 lipca Sievers ostrzegł sejmujących, że w razie nieprzekazania deputacji uprawnień do negocjowania rozbioru, oddziały rosyjskie przystąpią do sekwestracji dóbr opornych posłów. 17 lipca posłowie znajdującej się w mniejszości opozycji (tzw. zelanci) sparaliżowali na kilka godzin większość sejmową przed podjęciem niekorzystnej dla Rzeczypospolitej uchwały. Przemawiający posłowie: Wincenty Gałęzowski, Antoni Karski, Dionizy Mikorski i Józef Kimbar ostro atakowali posłów, godzących się na układy rozbiorowe. Sejm ostatecznie rozszerzył pełnomocnictwa deputacji o uprawnienia do podpisania traktatu cesyjnego, który podpisany został 22 lipca 1793 roku. W zamian za rezygnację ziem przyznanych Rosji, Rzeczpospolita uzyskała rosyjską gwarancję integralności terytorialnej pozostałego terytorium (wyjąwszy tereny zabrane przez Prusy) oraz akceptację Katarzyny II dla nowego ustroju państwa, uchwalonego przez sejm.

### Podpisanie traktatu cesyjnego z Prusami
20 lipca Buchholtz przedłożył sejmowi notę, w której domagał się umocowania deputacji do rokowań z Prusami. Poseł pruski uzyskał wsparcie Sieversa, a Stanisław August zapewniał go dyskretnie, że pragnie jak najszybszego zakończenia tej sprawy. Na skutek nacisku i ofert finansowych w stosunku do niektórych posłów, sejm 31 lipca upoważnił deputację do negocjacji z Prusami.
W tym czasie przywódcy większości sejmowej za rosyjskie pieniądze urządzali wystawne przyjęcia i bankiety. Pod koniec lipca 1793 Grodno przez osiem dni świętowało imieniny posła rosyjskiego. Na jednym z przyjęć pojawił się podświetlany transparent Vivat Jakób Sievers, co przyniósł spokojność i rząd, a wolność narodowi polskiemu.
Gdy poseł Adam Podhorski (wynagrodzony potem sumą 800 złotych polskich) zaproponował zawarcie traktatu z Prusami, grożono mu śmiercią i wyciągano przemocą z sali sejmowej, za każdym razem gdy chciał się na niej pojawić. Jeden z zelantów, poseł płocki Szymon Szydłowski domagał się zerwania negocjacji, wskazując na pogwałcenie przez Prusy dwu traktatów z Rzecząpospolitą (1773 i 1790). Poseł rosyjski Jacob Sievers, gdy wysłane przez niego noty do sejmu pozostały bez odpowiedzi, 2 września otoczył zamek w Grodnie grenadierami i armatami rosyjskimi, zamykając wszystkie wyjścia. Na sali obrad pojawił się generał rosyjski Rautenfeld w otoczeniu 12 oficerów i oznajmił posłom, że nikt nie będzie mógł opuścić izby zanim traktat z Prusami nie zostanie uchwalony. Sejm uległ w końcu tym żądaniom, dopisując jednak deputacji warunek, że układ cesyjny nie zostanie ratyfikowany przed zawarciem traktatu handlowego z Prusami.
W celu sprawnego przeprowadzenia traktatów podziałowych, 15 września 1793 zawiązano konfederację grodzieńską.
Sievers zgodził się popierać wszelkimi środkami żądania posła pruskiego, w myśl zaleceń dworu berlińskiego.
23 września 1793 roku o świcie kozacy wywlekli z łóżek i deportowali z Grodna czterech przywódców opozycji sejmowej: Jana Stanisława Krasnodębskiego, Szymona Szydłowskiego, Dionizego Mikorskiego i Tadeusza Szymona Skarżyńskiego. Zamek otoczyli rosyjscy grenadierzy i kanonierzy z zapalonymi lontami przy działach, wymierzonych w drzwi zamku. Generał Rautenfeld zajął miejsce przy tronie królewskim i oświadczył posłom, że ich nie wypuści przed podpisaniem traktatu z Prusami, bez zastrzeżeń uczynionych 2 września. Zelanci głośno wyrażali swój protest, jednak około północy w sali obrad zapanowała absolutna cisza. Około 4 nad ranem Rautenfeld chcąc zastraszyć zebranych skierował się ku drzwiom by wezwać grenadierów. Wtedy marszałek sejmu Bieliński zwrócił się trzykrotnie z zapytaniem o zgodę by deputacja podpisała traktat z Prusami. Milczenie uznał (za poradą Józefa Ankwicza) za oznakę zgody i oświadczył, że wniosek przeszedł jednogłośnie.
Katarzyna II Wielka przysłała napisany przez siebie projekt wieczystego sojuszu Polski i Rosji, który został przedstawiony posłowi rosyjskiemu Jakobowi Sieversowi przez upokorzonych posłów jako prośba narodu polskiego. 14 października 1793 projekt przeszedł „jednogłośnie” (nikt nie odważył się odezwać). W jego efekcie jak powiedział jeden z posłów Polska stała się prowincją rosyjską. Większość posłów była przekupiona i zastraszona.

## Postanowienia
- podpisanie wieczystego przymierza polsko-rosyjskiego – Polska stała się ponownie protektoratem rosyjskim. Rosja miała prawo posiadać na terytorium Rzeczypospolitej magazyny wojskowe i mogła wprowadzić swoje wojska, kiedy tylko uznała to za stosowne. Polska zobowiązała się nie zawierać sojuszy bez zgody Petersburga, przedstawicielstwa dyplomatyczne w państwach trzecich miały działać wspólnie.
- zatwierdzenie II rozbioru Polski pomiędzy Rosję i Prusy
- odrzucenie konstytucji 3 Maja i przywrócenie Rady Nieustającej (której pracami nieformalnie kierował ambasador rosyjski) oraz praw kardynalnych (wolna elekcja, pacta conventa, częściowo liberum veto)[11], których gwarantką została Katarzyna II.
- zredukowanie liczebności wojska polskiego do 15 tysięcy
- zatwierdzenie praw mieszczan (ograniczonych w porównaniu z uchwałami Sejmu Wielkiego)
- przywrócenie Orderu Virtuti Militari (zniesionego wkrótce przez Radę Nieustającą)
- tron elekcyjny
- rozwiązanie konfederacji targowickiej

Głosowanie odbywało się zwykłą większością głosów.
Podsumowując zachowanie się sejmujących, poseł rosyjski Jacob Sievers pisał, że król był zbyt nikczemny i rozkoszy chciwy, ażeby mimo wszelkie przeciwne zachcianki, gróźb się nie ulęknął. Posłowie składali się powiększej części z najemników, odgrywających komedię i sztuczne boje, wśród których trudno było zacnego i nieustraszonego męża od zaprzedanych odróżnić.